# Yi (naczynie)
Yi – wykonane z brązu starożytne chińskie naczynie rytualne, używane od czasów zachodniej dynastii Zhou (1046-771 p.n.e.) do końca Epoki Walczących Królestw. 
Przechowywano w nim wodę, którą nalewano do misy pan podczas ceremonialnego obmycia rąk przy składaniu ofiar i modłach. Wspierające się na czterech nóżkach yi posiadało rączkę i położony przeciwlegle szeroki dzióbek. Swoim podłużnym kształtem przypominało naczynie gong, w przeciwieństwie do niego nie miało jednak pokrywki.